# Neivamyrmex crassiscapus
Neivamyrmex crassiscapus é uma espécie de formiga do gênero Neivamyrmex.